# Brachygystia mauretanicus
Brachygystia mauretanicus is een vlinder uit de familie van de Houtboorders (Cossidae). De wetenschappelijke naam van deze soort is voor het eerst gepubliceerd in 1907 door Daniel Lucas.
De soort komt voor in Marokko, Algerije, Tunesië en Mali.